# 101-я бригада управления
101-я Хинганская бригада управления (сокр. 101 бру, в/ч 38151) — тактическое соединение связи Сухопутных войск Российской Федерации.
Бригада дислоцируется в г. Чита Забайкальского края и находится в составе 29-й общевойсковой армии Восточного военного округа.

## История
101-я Хинганская бригада управления ведёт историю от 13-го отдельного полка связи, сформированного в сентябре 1941 года. Всю войну полк дислоцировался в Забайкалье, в Читинской области РСФСР. С началом Советско-японской войны, 13-й отдельный полк связи участвует в Хингано-Мукденской наступательной операции в составе войск Забайкальского фронта РККА. По итогам боевых действий полк удостоен почётного наименования «Хинганский».
В конце 1980-х 101-я Хинганская бригада связи являлась бригадой окружного подчинения Забайкальского военного округа.

## Награды
- «Хинганская» — почётное наименование было присовоено 13-му отдельному полку связи в сентябре 1945 года приказом Верховного Главнокомандующего за отличное выполнение боевых заданий в боях против Японской императорской армии в Маньчжурии, умелое форсирование горного хребта Большой Хинган.